# Nira
Nira és un canal de l'Índia a Maharashtra, al districte de Poona, a la riba dreta del riu Nira que li dona nom. Té una longitud de 160 km i fou construït el 1885-1886 amb finalitat de regar diversos territoris. Passa prop de Purandhar, Bhimthadi i Indapur.